# 假手微鰭蛇鰻
假手微鰭蛇鰻，為輻鰭魚綱鰻鱺目糯鰻亞目蛇鰻科的其中一種，分布於中東太平洋區，從加利福尼亞灣至哥斯大黎加海域，棲息深度可達20公尺，體長可達70公分，棲息在沙底質、岩石底質海域，屬肉食性，生活習性不明。

## 擴展閱讀
維基物種上的相關：假手微鰭蛇鰻